# Elimkyrkan, Stockholm

Elimkyrkan var en frikyrka på Storgatan 26 på Östermalm i Stockholm, tillhörande Evangeliska Frikyrkan och Equmeniakyrkan.
År 1884 bildades Stockholms femte baptistförsamling med 73 medlemmar. Efter att till en början ha sammanträtt i hemmen samt i hyrda lokaler på Östermalm byggdes 1898 en kyrka i kvarteret Lindormen, i korsningen av Storgatan och Styrmansgatan. Kyrkobyggnaden som invigdes den 29 maj 1898 fick namnet Elimkapellet. Fasaderna ritades av Victor Dorph medan inredningen var Anders Gustaf Forsbergs. Byggmästare var Richard Bengtsson och totalkostnaden uppgick till 60.000 kr.. Kyrkosalen som rymde 486 personer var inrymd två trappor upp. Där löpte en läktare löper runt rummets tre sidor. Ett stort rundbågigt fönster bakom orgeln vetter mot Storgatan. I fonden bakom predikstolen fanns en hög absid med himmelsblå kupa med en Kristusbild av Berndt Sörenson.
Församlingen sammanslogs 1990 samman med Birka frikyrkoförsamling och bildade Elimförsamlingen. 
2012 fattades beslutet att sälja kyrkan på Östermalm, för att under 2013 flytta verksamheten till den större Salemkyrkan på Södermalm som församlingen köpte samma år. Fastighetsbolaget som köpte kyrkan för 43 miljoner planerar att bygga om den till ett så kallat townhouse.
Hösten 2015 förvärvades fastigheten av Zlatan Ibrahimović som privatperson, som byggde om det till egen bostad. Tidningen Fastighetsvärlden uppgav i oktober 2015 köpeskillingen till 110 miljoner kronor.